# Wardrobe

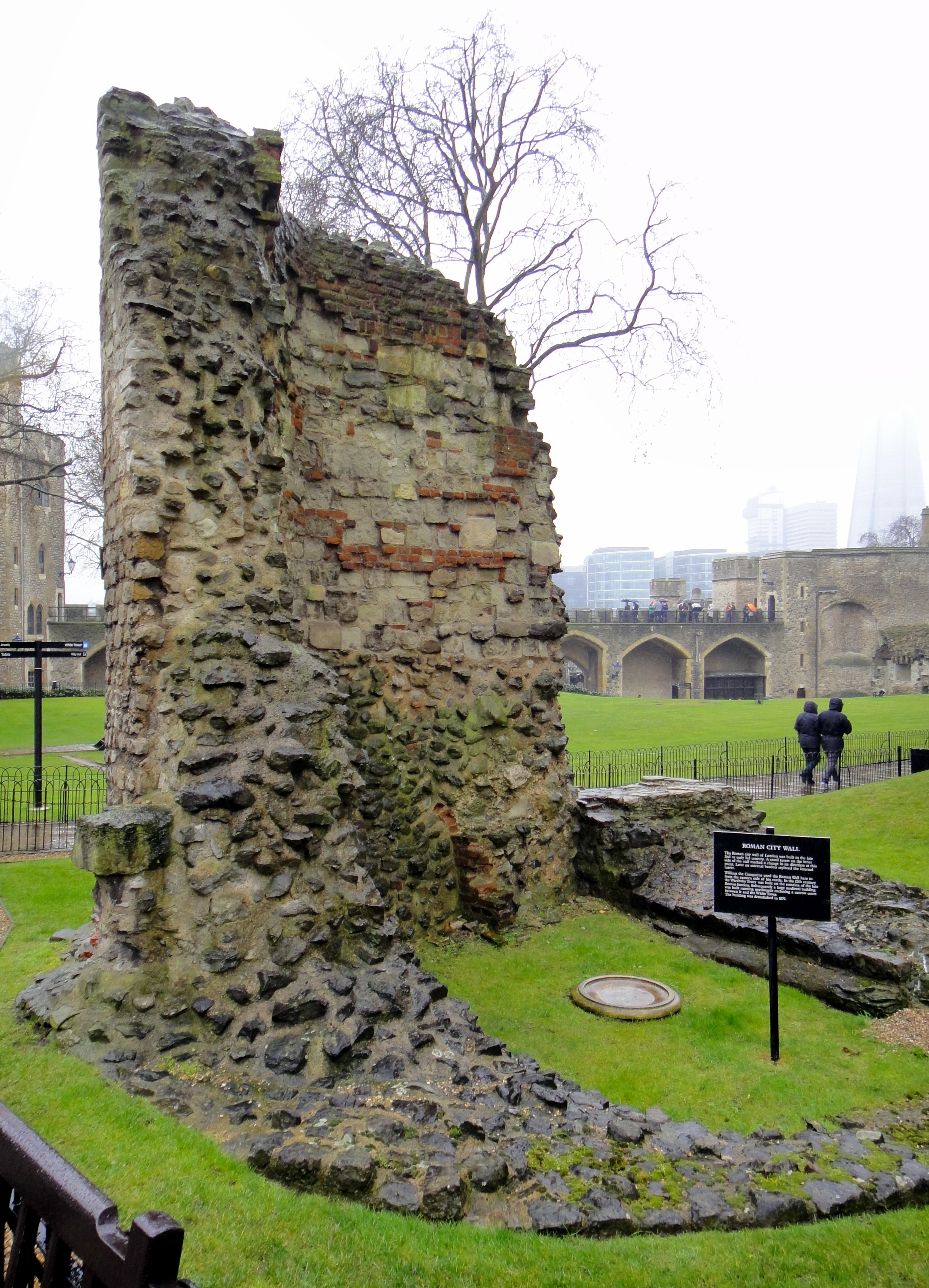
I resti della Wardrobe Tower nella Torre di Londra (XII secolo)

Il Wardrobe, assieme alla Camera erano luoghi da cui derivavano incarichi alla corte inglese di origine medievale. Originariamente il termine si rifaceva al luogo dove appunto venivano conservati i vestiti del re (letteralmente significa "guardaroba"), le sue armature ed i suoi gioielli. Successivamente il termine assunse un'accezione differente e già sotto il regno di Enrico III d'Inghilterra il Wardrobe divenne una derivazione della Curia regis: chi ne era a capo era di fatti responsabile della corte regia. Il Wardrobe riceveva regolarmente fondi dallo Scacchiere; la presenza di questo denaro sempre a disposizione del sovrano consentiva inoltre al sovrano di compiere pagamenti segreti e rapidi per trame diplomatiche e operazioni militari, al punto che in particolare tra XIII e XIV secolo finì per eclissare il lavoro dello Scacchiere.
Dal Trecento circa, venne creato il Great Wardrobe, responsabile solo delle spese relative ad abiti, tessuti, pellicce e spezie, diviso quindi dal Wardrobe che rimase responsabile delle spese personali e militari del re. Ogni palazzo reale, inoltre, disponeva di un proprio Privy Wardrobe che riforniva di abiti e oggetti il sovrano quando vi si trovava a risiedere. Il Privy Wardrobe della Torre di Londra si specializzò in armature e armamenti sino a svilupparsi come un vero e proprio dipartimento di stato autonomo.
Dal XV secolo, il Wardrobe aveva ormai perso gran parte della propria influenza e finì per non essere più un'entità separata. Nel contempo la carica di "direttore" del wardrobe continuò ad essere conferita come incarico meramente onorifico a personalità dell'alta aristocrazia.

## The King's Wardrobe

### Origini e primi sviluppi

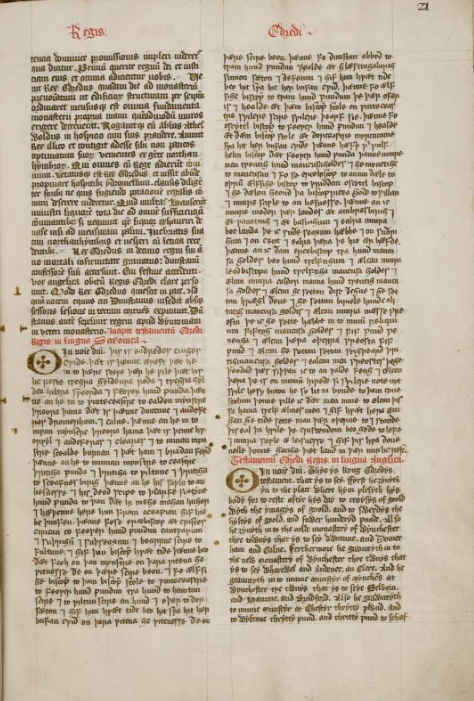
Il testamento di re Edredo d'Inghilterra, c. 951–955, con lasciti per i hræglðene (responsabili del guardaroba) (copia del XV secolo, British Library Add MS 82931, ff. 22r–23r)

Nel periodo medievale le persone ricche e potenti disponevano di una loro camera da letto vicina alla quale si trovava un guardaroba o camera di sicurezza che serviva appunto per stoccare gli abiti utilizzati o posseduti ed altri oggetti di valore. A corte, se il ciambellano era il consigliere più vicino al re, indubbiamente il responsabile del guardaroba iniziò dal XIV secolo a divenire un ruolo indipendente, in particolare quando il re si spostava dal momento che necessitava di portare con sé molti oggetti di valore in casse e scrigni.
Prima del XIII secolo i riferimenti al guardaroba reale in realtà sono scarse. Nel X secolo sappiamo che re Edredo lasciò del denaro nel suo testamento ai suoi hrœgelthegns (responsabili del guardaroba), lasciando quindi intendere che chi ricopriva tale incarico era considerato una persona di rilievo a corte. Dal regno di Enrico II d'Inghilterra il guardaroba del re venne identificato come un "luogo di deposito sicuro" che aveva un proprio personale nonché propri permessi per accedere ai palazzi o alle fortezze reali.

### L'ascesa delWardrobe
Dopo il Duecento, ad ogni modo, l'attività del Wardrobe crebbe di prestigio, in parte perché Giovanni Senzaterra compì numerosi viaggi sul suolo inglese che richiedevano fondi maggiori di quelli annualmente fissati dallo Scacchiere.
Durante il regno di Enrico III l'incarico di Treasurer of the Chamber venne annesso (e poi assorbito) da quello di Keeper of the Wardrobe. Il suo vice, il Controller of the Wardrobe ottenne la supervisione del Sigillo privato e di conseguenza divenne anche depositario e responsabile dei documenti e delle lettere del sovrano. Nacque così anche un terzo ufficiale di corte, il Cofferer of the Wardrobe, che si occupava delle esigenze quotidiane del guardaroba del re.
Lo storico T. F. Tout ha fatto notare come nel tempo il ruolo del guardaroba del re sia mutato significativamente, divenendo sempre più un distaccamento economico delle finanze personali del re, speculando spesso col denaro privato del re e ottenendo prestiti personali spesso da banchieri italiani come i Riccardi o i Frescobaldi).
Durante il regno di Edoardo I, il Wardrobe si trovava al culmine del proprio potere finanziario, amministrativo e militare al punto da essere visto come "il braccio e la mente della corte". Cambiò nel contempo anche il ruolo del sigillo privato del re che divenne molto più semplice da utilizzare rispetto al gran sigillo di stato che risiedeva invece nelle mani del Lord Cancelliere.
Il Wardrobe divenne un'istituzione itinerante perché di fatti seguiva il sovrano, ma nel contempo mantenne due tesorerie permanenti: una presso la Torre di Londra (precursore del Great Wardrobe), e una presso la cripta dell'abbazia di Westminster. Quest'ultima era in particolare il deposito di tutti i gioielli e i denari che appartenevano al sovrano nel XIII secolo, ma dopo che venne accertato che nel furto compiuto nel 1303 da un certo Richard Pudlicott erano stati coinvolti anche alcuni monaci dell'abbazia, il tesoro venne spostato integralmente nella Torre di Londra, inclusi i ben noti gioielli della corona che ivi si trovano tutt'oggi.

### La crisi dell'influenza
Sul finire del regno di Edoardo I, una serie di guerre costose mise in crisi l'istituzione del Wardrobe ed il suo ruolo di cassa privata dello stato. Durante il regno di Edoardo II, poi, vennero presi dei provvedimenti per limitare addirittura l'autorità del Wardrobe. Ad esempio dal 1307 venne nominato un Keeper of the Privy Seal indipendente che operò sempre più di concerto con la cancelleria di stato che col sovrano. Nel 1311 una serie di ordinanze emesse dai baroni si opposero al re ricordandogli come solo lo Scacchiere fosse l'organo preposto a raccogliere le tasse e non il Wardrobe. Sotto il regno di Edoardo III parte di questi conflitti vennero risolti quando William Edington, Tesoriere della metà del XIV secolo, effettuò una serie di riforme che portarono il Wardrobe sotto il diretto controllo dello Scacchiere.
Fu in questo periodo che l'incarico iniziò a divenire noto col nome di Household Wardrobe, riflettendo così una perdita di prestigio rispetto al passato dal momento che esso si occupava ormai della sola amministrazione della corte, senza altri compiti accessori; mentre mantenne una certa influenza quando il re e la sua corte si portavano all'estero. Ad esempio in occasione della battaglia di Crécy fu il Wardrobe a fornire la maggior parte dei fondi di sostentamento.
Parallelamente all'epoca del regno di Edoardo II aveva già iniziato a diffondersi l'ufficio della privy purse come quello del secret seal, due incarichi che afferivano direttamente e solamente alla figura privata del sovrano; sotto Edoardo II ed Edoardo III, il ruolo del Lord Ciambellano divenne inoltre sempre più preminente.
Col regno di Riccardo II, il ciambellano riprese il proprio pieno potere nella gestione della corte ed il Wardrobe cessò di essere una forza direttiva nella corte, rimanendo semplicemente un ufficio che si occupava di tenere i conti della corte. Anziché rimanere un'entità separata, ad ogni modo, il Wardrobe venne sottoposto al controllo del Lord Steward.

## L'emergere del Great Wardrobe

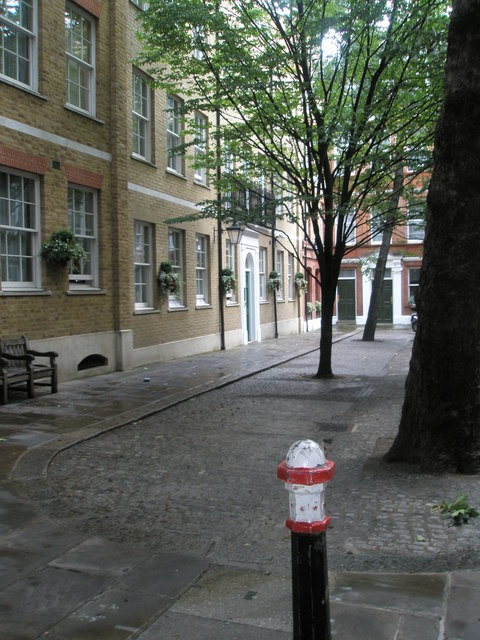
Wardrobe Place a Londra, costruita sul sito del Great Wardrobe

Nel corso del XIII secolo col termine Wardrobe si iniziò a distinguere un'organizzazione precisa che pure nel nome si confondeva con l'ufficio già esistente ma che ne differiva sostanzialmente e che pertanto divenne nota come Great Wardrobe (dove la parola 'Great' si riferiva non tanto all'importanza, quanto allo spazio fisico che esso occupava). Questo ufficio si occupava fisicamente dei vestiti e dei beni privati relativi alla figura del sovrano.

### Origini e propositi
Il Great Wardrobe era responsabile dei vestiti, delle tappezzerie, dei cappelli, delle scarpe, di cinture, bastoni, gioielli afferenti al sovrano nonché di tutti i mobili di sua proprietà, delle spezie, dello zucchero, della frutta secca e del pepe che provenivano dalle colonie ed erano concepiti come beni preziosi che il sovrano acquistava come beni di lusso; successivamente divenne un deposito (e anche un laboratorio di produzione e restauro) di armi e altri oggetti militari di proprietà del re. Ciò che tutti questi oggetti avevano in comune era quello di non essere deperibili e di poter essere pertanto stipati se non utilizzabili nell'immediato; il Great Wardrobe si originò come un dipartimento del Wardrobe vero e proprio e, almeno alla sua istituzione, radunava mercanti cittadini e artigiani esperti che conoscevano tali materiali ed oggetti ed erano in grado di produrli e restaurarli all'occorrenza.

### La fondazione nel XIII secolo
Il termine di Great Wardrobe (magna garderoba) apparve in uso per la prima volta in un documento del 1253. Il più antico Wardrobe era in quest'epoca divenuto un sofisticato e burocratico ufficio finanziario ed il suo staff era meno incline ad occuparsi del mantenimento vero e proprio del guardaroba regale. Ad ogni modo, sistemare vestiti e oggetti del re rimaneva una necessità impellente oltre che della corte che continuava nei suoi viaggi col sovrano.
'Great Wardrobe' fu dunque il nome dato ad un sistema di stoccaggio centralizzato che però, almeno inizialmente, non era così chiaro; spesso sorgevano qua e là diverse sedi e guardarobi a cui i funzionari dovevano badare, spesso legati alle varie residenze ove i sovrani erano soliti soggiornare. La maggior parte degli oggetti, ad ogni modo, era conservata alla Torre di Londra.
Per tutto il XIII secolo, il Great Wardrobe rimase sottoposto per autorità al Wardrobe vero e proprio, per quanto rappresentasse più che altro un ufficio al seguito del sovrano. Qualora poi il sovrano permanesse per lunghi periodi di tempo in un determinato luogo, il Great Wardrobe era responsabile del trasporto di tutti i beni necessari in apposite casse all'interno di specifici convogli (detti carovane).

### La diversificazione dei compiti nel XIV secolo
Dal XIV secolo il Great Wardrobe iniziò ad accogliere come in origine una serie di artigiani specifici per far fronte alle esigenze di oggetti conservati nei propri guardaroba: comparve quindi il sarto reale, l'armaiolo reale, il padiglioniere reale ed il pasticcere reale. L'ufficio continuò a dipendere effettivamente dal Wardrobe sino al 1324, anno nel quale ottenne una certa autonomia tramite appositi fondi dallo Scacchiere. La corte del re iniziò inoltre a compiere meno viaggi e, di conseguenza, la Torre di Londra acquisì un ruolo sempre più centrale come deposto dei beni personali del sovrano, data anche la sua posizione nella capitale che la rendeva facilmente accessibile ad artigiani esperti nella lavorazione dei materiali richiesti. Col tempo lo steso deposito della Torre di Londra divenne prevalentemente un'armeria per la produzione di armi ed armature che poi venivano conservate in loco, essendo essa anche una fortezza militare, unitamente ai gioielli della corona e ad altri oggetti di valore.
Dal Trecento, inoltre, il Great Wardrobe aveva iniziato a prendere in affitto dei luoghi dalla città di Londra per mancanza di spazi adeguati, tra i quali edifici a Bassishaw ed a Lombard Street. Nel 1362 venne acquisita la proprietà del castello di Baynard, poco più a nord di Londra, dove gran parte degli oggetti rimasero stoccati per i successivi tre secoli. Il castello, appartenuto a Sir John de Beauchamp, non solo forniva spazi adeguati, ma anche uffici e sale per riunioni, ma anche alloggi per lo staff dipendente da questo ufficio di corte, una residenza per il responsabile dell'incarico e anche lo spazio per piccoli laboratori manifatturieri. A testimonianza di ciò, la vicina chiesa è nota ancora oggi come St Andrew-by-the-Wardrobe.

## La fondazione del Privy Wardrobe

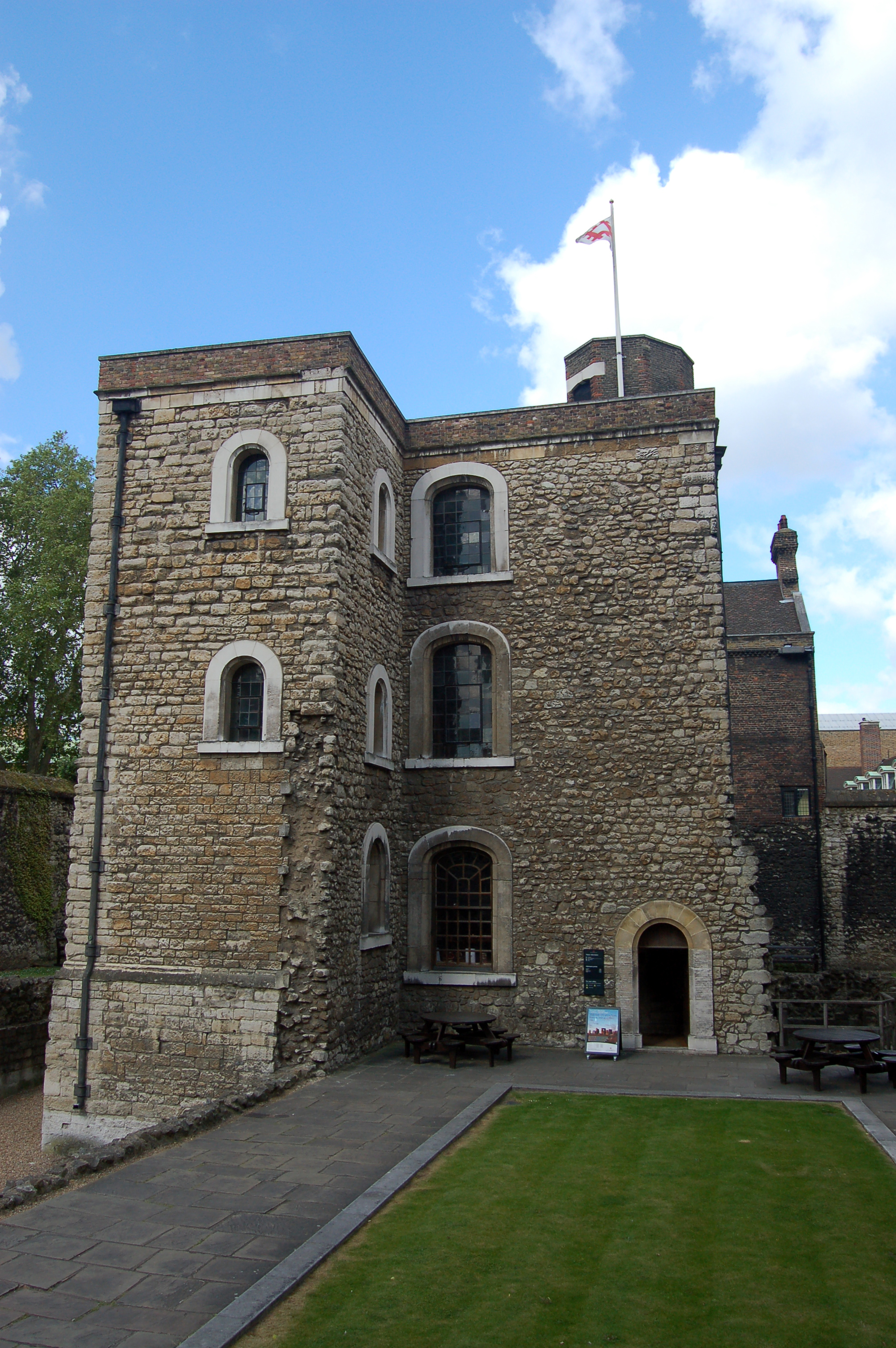
La Jewel Tower ospitava un ramo del King's Privy Wardrobe al palazzo di Westminster

A partire dal 1220, viene menzionata anche la presenza di un Privy Wardrobe (parva garderoba) o "guardaroba privato" del re. La parola indica chiaramente una stanza utilizzata per conservare gli oggetti, i vestiti e le armi appartenenti al re. Dalla fine del XIII secolo, il termine venne utilizzato per riferirsi ad un gruppo di impiegati che si occupavano del bagaglio personale del re mentre questi si trovava al seguito della corte e di provvedergli gli oggetti ed il vestiario necessari. Il Privy Wardrobe come ufficio itinerante continuò ad operare ed a provvedere il necessario ai re inglesi anche quando la corte prese una residenza stabile.

## AltriWardrobes

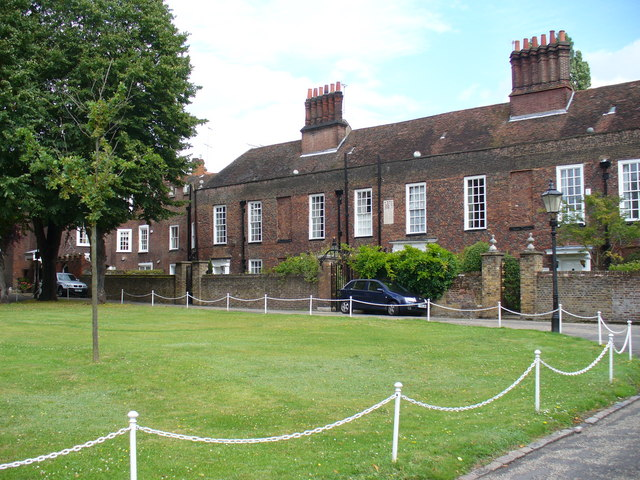
La costruzione nota come The Wardrobe sul sito dell'antico palazzo di Richmond

Altri membri della famiglia reale inglese disponevano di propri guardaroba personali che erano amministrati da funzionari diversi da quelli che si occupavano del sovrano. Il primo Queen's Wardrobe fu quello di Eleonora di Provenza (consorte di Enrico III d'Inghilterra), ma il medesimo ufficio divenne successivamente parte del King's Wardrobe. Edoardo di Carnarvon (futuro Edoardo II d'Inghilterra) stabilì il primo Prince's Wardrobe e così pure altri figli ultrogeniti dei sovrani inglesi nel corso dei secoli. Inoltre, diversi pari del regno, vescovi e aristocratici avevano propri guardaroba sui modelli di quelli reali (in particolare tra XIII e XV secolo), col quale spesso rivaleggiavano col monarca.
Sul finire del XIV secolo, quando la corte divenne più stabile, vennero creati una serie di guardaroba separati anche per i membri della famiglia reale. Un inventario dell'epoca di Edoardo VI indica a corte la presenza di almeno tredici guardaroba, ciascuno dedicato a un differente membro della famiglia reale.

## Clerk of the Wardrobe
L'ufficiale incaricato del Wardrobe venne inizialmente denominato Clerk of the Wardrobe. Il primo clericus de garderoba fu tale Oddone durante il regno di Giovanni Senzaterra, il quale sovrintendeva era responsabile di alcuni beni del sovrano. Col crescere del Wardrobe, sia in grandezza che in sofisticatezza, si rese necessaria la presenza di più funzionari, ed il capo di questi prese il nome di Keeper of the Wardrobe. Dal 1232, quando il posto di Treasurer of the Chamber venne unito a quello di Keeper of the Wardrobe, i termini divennero tra loro interscambiabili; ma durante il regno di Edoardo II, il termine di Treasurer of the Wardrobe emerse in maniera preponderante in uso. Secondo un'ordinanza del 1279, questi era incaricato di badare alle spese private del re e della sua famiglia immediata, come pure aveva l'incarico di prendere in consegna tutto il denaro, i gioielli e i regali fatti al re, dei quali era inoltre responsabile e dei quali doveva rendere conto quindi direttamente al sovrano.
- 1213–1215: Oddone
- 1218–1224: Peter de Rivaux dal 1222 con
  - 1222–1232: Walter di Brackley (poi vescovo di Ossory) con
  - 1224–1231: Walter di Kirkham (poi vescovo di Durham) con
  - 1224–1227: Ranulph le Breton con
- 1232–1234: Peter de Rivaux
- 1234–1236: Walter di Kirkham
- 1236–1240: Goffredo il Templare
- 1240–1241: Peter di Aigueblanche (poi vescovo di Hereford) e William de Burgh
- 1241–1254: Peter Chaceporc
- 1255–1257: Artaud di Saint-Romain
- 1257–1258: Peter de Rivaux
- 1258–1261: Aubrey di Fecamp
- 1261–1261: Peter di Winchester
- 1261–1263: Henry di Ghent
- 1264–1265: Ralph Sandwich (poi sindaco di Londra, 1285)
- 1265–1268: Nicholas di Lewknor
- 1268–1272: Peter di Winchester
- 1272–1274: Philip Willoughby (poi Cancelliere dello Scacchiere, 1283)
- 1274–1274: Antony Bek (poi vescovo di Durham)
- 1274–1280: Thomas Bek (poi vescovo di St Davids)
- 1280–1290: William di Louth
- 1290–1295: Walter Langton (poi Lord High Treasurer)
- 1295–1309: John Droxford (poi vescovo di Bath e Wells)
- 1309–1311: Ingelard Warley
- 1312–1312: Peter Collingbourn
- 1312–1314: Ingelard Warley
- 1314–1316: William Melton (poi arcivescovo di York, 1317)
- 1316–1322: Roger Northburgh (poi vescovo di Coventry e Lichfield, 1321)
- 1322–1323: Roger Waltham
- 1323–1328: Robert Wodehouse (poi Cancelliere dello Scacchiere, 1330)
- 1328–1329: Richard Bury (Decano di Wells)
- 1329–1331: Thomas Garton
- 1331–1334: Robert Tawton (arcidiacono di Durham)
- 1334–1337: Edmund Ferriby
- 1337–1338: Edmund de la Beche
- 1338–1340: William Norwell
- 1340–1341: William Cusance
- 1341–1344: William Edington
- 1344–1347: Walter Wetwang
- 1347–1349: Thomas Clopton
- 1349–1350: William Cusance
- 1350–1353: William de Retford
- 1353–1357: John Buckingham
- 1357–1358: William de Retford
- 1358–1359: Henry Walton
- 1359–1360: William Farley

- 1360–1361: William Ferriby
- 1361–1366: William Manton
- 1366–1368: William Gunthorpe
- 1368–1369: Thomas Brantingham (poi vescovo di Exeter)
- 1369–1375: Henry Wakefield
- 1375–1376: William Moulsoe
- 1376–1377: Richard Beverley
- 1377–1390: William Pakington
- 1390–1399: John Carp
- 1399–1401: Thomas Tutbury
- 1401–1405: Thomas More
- 1405–1406: Richard Kingston
- 1406–1408: Sir John Tiptoft
- 1409–1413: Sir John Brownfleet
- 1413: Thomas More
- 1413–1416: Sir Roger Leche
- 1416–1420: Sir John Rothenall
- 1421: Sir Walter Beauchamp
- 1421–1422: Sir William Philip
- 1423–1431: John Hotoft
- 1431–1437: Sir John Tirell
- 1437–1439: Sir John Popham
- 1439–1446: Sir Roger Fiennes
- 1446–1453: John Stourton, I barone Stourton
- 1453–1454: John Sutton, I barone Dudley
- 1454–1456: William Fallan
- 1456–1458: John Brecknock
- 1458–1460: Sir Thomas Tuddenham
- 1460: Sir Gervais Clifton
- 1460–1461: Sir Walter Skull
- 1461–1468: Sir John Fogge
- 1468–1470: Sir John Howard
- 1470–1471: Sir John Delves
- 1471–1474: John, Lord Howard
- 1474–1483: Sir John Elrington
- 1483: Richard Beauchamp
- 1483–1484: Sir William Hopton
- 1484: Sir Richard Croft

## Controller of the Wardrobe
- 1234–1236 William di Haverhill
- 1236–1240 Thomas di Newark
- 1240–1244 William di Burgh
- 1244–1249 William Hardel
- 1249–1252 William di Kilkenny
- ?1252–1257 Aubrey di Fécamp
- ?1257–1261 John di Sutton (de facto)
- 1261–1268 Peter di Winchester
- 1268–1272 Giles di Oudenarde
- 1272–1283 Thomas Gunneys
- 1283–1290 William March
- 1290 Walter Langton (poi Keeper of the Wardrobe)
- 1290–1295 John Droxford (poi Keeper of the Wardrobe)
- 1295–1305 John Benstead (poi Cancelliere dello Scacchiere)
- 1305–1307 Robert Cottingham
- 1307–1314 William Melton (Lord Privy Seal)
- 1314–1316 Robert Wodehouse
- 1316–1318 Thomas Charlton (poi vescovo di Hereford)
- 1318–1320 Gilbert Wigton
- 1320–1323 Robert Baldock (arcidiacono del Middlesex)
- 1323 Robert Wodehouse (poi Keeper of the Wardrobe)
- 1323–1326 Robert Holden
- 1326–1328 Nicholas Huggate
- 1328–1329 Thomas Garton (poi Keeper of the Wardrobe)
- 1329–1330 John Melbourne
- 1330–1331 Peter Medbourne
- 1331–1334 Richard Ferriby
- 1334–1335 William de la Zouch (poi Lord Privy Seal e decano di York)
- 1335–1337 Edmund de la Beche (poi Keeper of the Wardrobe)
- 1337–1338 William Norwell (poi Keeper of the Wardrobe)
- 1338–1341 Richard Nateby
- 1341–1342 Robert Kilsby
- 1342–1344 Walter Wetwang (poi Keeper of the Wardrobe)
- 1344–1350 William Dalton
- 1350–1352 William Shrewsbury
- 1352–1353 John Buckingham
- 1353–1358 James Beaufort
- 1358–1359 William Farley
- 1359–1360 William Clee
- 1360–1368 Hugh Segrave
- 1368–1376 Sir John of Ypres
- 1376–1377 William Street
- 1377–1381 Reginald Hilton
- 1381–1397 Sir Baldwin Raddington
- 1397–1399 Sir John Stanley

### Keepers and Masters of the Great Wardrobe
- 1279–1282: Giles di Oudenarde
- 1282–1287: Hamo de la Legh
- 1287–1295: Roger de Lisle
- 1295–1300: John Husthwaite
- 1300–1320: Ralph Stokes
- 1320: William Cusance
- 1321: Gilbert Wigton
- 1323: Thomas Ousefleet
- 1327–1329: Thomas Ousefleet
- 1329–1334: William de la Zouch (poi arcivescovo di Canterbury)
- 1334–1335: Edmund de la Beche
- 1335–1337: William Norwell
- 1337–1341: Thomas Cross
- 1341–1345: John de Charneles
- 1345–1349: John Cook
- 1349–1350: William de Retford (poi barone dello Scacchiere nel 1354)
- 1350–1353: John Buckingham (later Bishop of Lincoln)
- 1353–1353: Robert Wingerworth
- 1353–1358: William Dalton
- 1359–1361: John Newbury
- 1361–1371: Henry Snaith
- 1371–1376: John Sleaford
- 1376–1377: Walter Ralphs
- 1377–1390: Alan Stokes
- 1390–1398: Richard Clifford (poi vescovo di Londra)
- 1398–1399: John de Macclesfield
- 1399–1408: William Livened, Esq.[8]
- 1408–1412: Richard Clifford junior
- 1412: Thomas Ringwood (poi High Sheriff del Wiltshire nel 1419)
- 1413–1417: John Spencer
- 1418–1444: Robert Rolleston
- 1444–1446: Sir John Norreys
- 1446–1450: Sir Thomas Tuddenham
- 1450–1453: William Cotton
- 1453–1457: Henry Fillongley
- c1458–1460 John Wood
- 1460: Thomas Vaughan[9]
- 1461–1465: Sir George Darell[9]
- 1466–70: Robert Cousin[9]
- 1470–1471: Sir John Plummer[9]
- 1471–1476: Robert Cousin[9]
- 1476–1478: Sir John Say[9]
- 1478–1483: Peter Curtys[9]
- 1483–1485: Robert Appulby[9]
- 1485–1486: Sir Hugh Conway[10]
- 1486–1487: Alfred Cornburgh
- 1487–1492: Peter Curtys
- 1492–1504: Sir Robert Lytton
- 1504–1543: Sir Andrew Windsor
- 1543–1553: Sir Ralph Sadleir
- 1553–1559: Sir Edward Waldegrave
- 1559–?1603: John Fortescue di Salden
- 1603–1611: George Home, I conte di Dunbar
- 1603?–1612: Sir Roger Aston
- 1613–1618: James Hay, I conte di Carlisle
- 1618: Lionel Cranfield, I conte del Middlesex
- 1619–1622: William Feilding, I conte di Denbigh
- 1626–1655: William Legge
- 1660: Sir Edward Montagu
- 1671: Sir Ralph Montagu
- 1685: Richard Graham, I visconte Preston
- 1688: Sir James Douglas-Hamilton, conte di Arran
- 1689: Ralph Montagu, I duca di Montagu
- 1709: John Montagu, II duca di Montagu
- 1749–1754: Sir Thomas Robinson
- 1754: William Barrington, II visconte Barrington
- 1755–1760: Sir Thomas Robinson
- 1760: Granville Leveson-Gower, II conte Gower
- 1763: Francis Dashwood, XI barone le Despencer
- 1765: John Ashburnham, II conte di Ashburnham
- 1775–1782: Thomas Pelham, II barone Pelham di Stanmer

L'incarico venne abolito nel 1782.

#### Deputy Masters of the Great Wardrobe
Subordinato al Master of the Great Wardrobe.
- 1660: Thomas Townshend
- 1680: Robert Nott
- 1685: Thomas Robson
- 1689: Robert Nott
- 1695: Charles Bland
- bef. 1707: Thomas Dummer
- 1750: William Robinson
- 1754: Hon. Daines Barrington
- 1756: Sir William Robinson, baronetto
- 1760: Thomas Gilbert
- 1763: Paul Whitehead
- 1765–1782: William Ashburnham[11]

L'incarico venne abolito nel 1782.

## Altri

### Keepers of the Privy Wardrobe
Template:Columns-list
Nessuna ulteriore nomina dal 1476.

#### Keepers of local Wardrobes
- 15??: Thomas Maynman (Keeper of the Wardrobe ad East Greenwich)
- 1515: John Patey (Keeper of the Wardrobe a Richmond)
- 1533–1557: John Rede (Keeper of the Wardrobe a Westminster)
- 1563: Sir Hugh Underhill (Keeper of the Wardrobe adEast Greenwich)